# Colonia San José, Hidalgo
Colonia San José är en ort i Mexiko.   Den ligger i kommunen Tenango de Doria och delstaten Hidalgo, i den sydöstra delen av landet, 140 km nordost om huvudstaden Mexico City. Colonia San José ligger 1 615 meter över havet och antalet invånare är 839.
Terrängen runt Colonia San José är bergig österut, men västerut är den kuperad. Runt Colonia San José är det ganska tätbefolkat, med 230 invånare per kvadratkilometer. Närmaste större samhälle är San Bartolo Tutotepec, 7,5 km norr om Colonia San José. I omgivningarna runt Colonia San José växer i huvudsak blandskog.